# Jebel
Jebel là một xã thuộc hạt Timiș, România. Dân số thời điểm năm 2002 là 5354 người.